# Барський ґебіт
Ба́рський ґебі́т (нім. Kreisgebiet Bar «Барська округа») — адміністративно-територіальна одиниця генеральної округи Волинь-Поділля Райхскомісаріату Україна з центром у Барі, що існувала протягом німецької окупації Української РСР.

## Історія
Округу утворено опівдні 1 вересня 1941 року на території Барського, Мурованокуриловецького, Новоушицького і Яришівського районів Вінницької області. Станом на 1 вересня 1943 р. Барський ґебіт поділявся на 4 райони: район Бар (нім. Rayon Bar), район Муровані Курилівці (нім. Rayon Murowanny-Kurilowzy), район Нова Ушиця (нім. Rayon Nowa Uschiza) і район Яришів (нім. Rayon Jaryschew) — які збігалися межами з чотирма передвоєнними радянськими районами:  Барським, Мурованокуриловецьким,  Новоушицьким і Яришівським.
У Барі виходив друкований орган Барського гебітскомісаріату «Тижневик Барської округи». Збереглися випуски з 17 травня 1942 по 1944 рік. Його редактором був Колодченко.
25 березня 1944 року адміністративний центр округи місто Бар зайняли радянські війська.